# Zorodictyna yuani
Espèce
Zorodictyna yuani est une espèce d'araignées aranéomorphes de la famille des Udubidae.

## Distribution
Cette espèce est endémique de la région de Vakinankaratra à Madagascar,. Elle se rencontre vers Betafo.

## Description
Le mâle holotype mesure 8,41 mm.

## Systématique et taxinomie
Cette espèce a été décrite par Hu, Yang, Chen et Liu en 2025.

## Étymologie
Cette espèce est nommée en l'honneur de Yuan Longping.

## Publication originale
- Hu, Yang, Chen & Liu, 2025 : « A new species of the genus Zorodictyna Strand, 1907 from Madagascar (Araneae: Udubidae). » Acta Arachnologica Sinica, vol. 34, no 1, p. 33-37.